# Sympotthastia gemmaformis
Sympotthastia gemmaformis är en tvåvingeart som beskrevs av Makarchenko 1994. Sympotthastia gemmaformis ingår i släktet Sympotthastia och familjen fjädermyggor. Inga underarter finns listade i Catalogue of Life.